# Sin novedad en el frente (película de 2022)
Sin novedad en el frente (en alemán: Im Westen nichts Neues, en inglés: All Quiet On The Western Front) es una película antibélica alemana de 2022 basada en la novela homónima de Erich Maria Remarque de 1929. Dirigida por Edward Berger y está protagonizada por Felix Kammerer, Albrecht Schuch, Aaron Hilmer, Edin Hasanović, Daniel Brühl, Thibault de Montalembert y Devid Striesow. Aborda la historia del joven alemán Paul Bäumer (Kammerer) que se alista, junto con su grupo de amigos y sin el permiso de sus padres, para combatir en la Primera Guerra Mundial. Sin embargo, prontamente el entusiasmo y patriotismo con los que emprenden su viaje se terminan al enfrentarse con la realidad en las trincheras de las líneas de combate en el norte de Francia.
Se estrenó en septiembre de 2022 durante el Festival Internacional de Cine de Toronto y un mes después, se lanzó en la plataforma de transmisión en directo Netflix.  También fue la selección alemana para competir en la 95.ª edición de los Premios de la Academia de Artes y Ciencias Cinematográficas estadounidense en la categoría de mejor película internacional, a cuya lista corta ingresó en diciembre de ese mismo año. En enero de 2023, recibió catorce nominaciones en los premios de la Academia Británica de las Artes Cinematográficas y de la Televisión, un récord para una película de habla no inglesa, y que incluyeron mejor película, mejor película extranjera y mejor dirección. También ese mes, obtuvo nueve nominaciones en los premios de la Academia estadounidense, entre ellas mejor película, mejor película internacional, mejor guion adaptado y varias categorías técnicas —como mejor fotografía, mejor sonido y mejores efectos visuales—. Se convirtió en la primera película alemana en ser nominada al Óscar a la mejor película, así como también ser la producción de esa nación con más nominaciones al Óscar, superando al film Das Boot que ostentaba ese récord con seis nominaciones desde 1983.

## Argumento
La película aborda la historia de Paul Bäumer (Felix Kammerer), un joven estudiante alemán de diecisiete años, que se alista —junto con un grupo de amigos y sin el apoyo familiar para hacerlo— para combatir en la Primera Guerra Mundial. El entusiasmo que muestran por acudir al frente, repletos de patriotismo y camaradería, se termina al afrontar la realidad de las trincheras en las líneas de combate en el norte de Francia. Frente a los alardes iniciales de que estarían marchando hacia París en seis semanas, Paul y sus amigos Albert (Aaron Hilmer), Ludwig (Adrian Grunewald) y Katczinsky (Albrecht Schuch), a quien conocen en las trincheras, se enfrentan a la muerte de sus compañeros durante dieciocho meses. Un tema central del largometraje es la «pérdida del idealismo y la cruel desilusión de los jóvenes».
Una trama paralela presenta al político Matthias Erzberger (Daniel Brühl), cuyas posturas en pro de terminar la guerra y firmar la paz contrastan con las del general Friedrich (Devid Striesow), que aboga por continuar los combates como cuestión de orgullo. Ya en noviembre de 1918, en la búsqueda del armisticio de Erzberger los franceses exigen la rendición total y dan 72 horas para firmar, al tiempo que, el protagonista Paul —cuya relación con Katczinsky y otro veterano, Tjaden (Edin Hasanovic), se convierte en central del filme— disfrutan momentos de calma. Mientras se avanza hacia la firma de la paz, Tjaden, lesionado, se suicida, y Katczinsky es asesinado por el hijo de un campesino francés al que intentan robar un ganso. Firmado el armisticio y a falta de un par de horas para la entrada en vigor del cese de hostilidades, el general Friedrich ordena un último ataque, en el que muere Paul alcanzado por el ataque de la bayoneta de un enemigo francés.

## Reparto
- Felix Kammerer como Paul Bäumer
- Albrecht Schuch como Stanislaus "Kat" Katczinsky
- Moritz Klaus como Frantz Müller
- Aaron Hilmer como Albert Kropp
- Adrián Grünewald como Ludwig Behm
- Edin Hasanovic como Tjaden Stackfleet
- Daniel Brühl como Matthias Erzberger
- Thibault de Montalembert como General Ferdinand Foch
- Devid Striesow como General Friedrichs
- Sebastián Hülk como Comandante Von Brixdorf

## Producción
La película fue anunciada en febrero de 2020 con la dirección de Edward Berger y Daniel Brühl como actor principal. La fotografía principal comenzó en marzo de 2021 en Praga, República Checa.

## Recepción
La película tuvo un gran éxito de audiencia. Durante 17 semanas estuvo entre los 10 más vistos en Netflix. Cabe también destacar, que, después de haber tenido éxito durante su estreno, esta película, después de empezar a bajar en audiencia con el tiempo, volvió a tener otra vez el mismo éxito que tuvo entonces después de que tuviese éxito en los premios Óscar el 12 de marzo de 2023.
Así el éxito de este filme se ha vuelto finalmente tan grande, que incluso se ha convertido a causa de esta fama en un éxito mundial y en uno de los más vistos en Netflix en el mundo.

## Premios y nominaciones
| Premio                                                      | Fecha                   | Categoría                                         | Nominados                                                                      | Resultado    | Ref.   |
| ----------------------------------------------------------- | ----------------------- | ------------------------------------------------- | ------------------------------------------------------------------------------ | ------------ | ------ |
| Junta Nacional de Revisión                                  | 8 de diciembre de 2022  | Top 5 Películas Extranjeras                       | All Quiet on the Western Front                                                 | Ganadora     | [ 22 ] |
| Junta Nacional de Revisión                                  | 8 de diciembre de 2022  | Mejor guion adaptado                              | Ian Stokell, Edward Berger y Lesley Paterson                                   | Ganadores    | [ 22 ] |
| Premios del Cine Europeo                                    | 10 de diciembre de 2022 | Mejor maquillaje y peluquería                     | Heike Merker                                                                   | Ganadora     | [ 23 ] |
| Premios del Cine Europeo                                    | 10 de diciembre de 2022 | Mejores efectos visuales                          | Frank Petzold, Viktor Muller y Markus Frank                                    | Ganadores    | [ 23 ] |
| Asociación de Críticos de Cine del Área de Washington D. C. | 12 de diciembre de 2022 | Mejor película internacional/en lengua extranjera | All Quiet on the Western Front                                                 | Nominada     | [ 24 ] |
| Asociación de Críticos de Cine St. Louis Gateway            | 18 de diciembre de 2022 | Mejor película internacional                      | All Quiet on the Western Front                                                 | Nominada     | [ 25 ] |
| Asociación de Críticos de Cine de Dallas-Fort Worth         | 19 de diciembre de 2022 | Mejor película en lengua extranjera               | All Quiet on the Western Front                                                 | Cuarto lugar | [ 26 ] |
| Alianza de Mujeres Periodistas de Cine                      | 5 de enero de 2023      | Mejor guion adaptado                              | Edward Berger, Lesley Paterson, Ian Stokell                                    | Nominados    | [ 27 ] |
| Alianza de Mujeres Periodistas de Cine                      | 5 de enero de 2023      | Mejor película en lengua no inglesa               | All Quiet on the Western Front                                                 | Nominada     | [ 27 ] |
| San Diego Film Critics Society                              | 6 de enero de 2023      | Mejor director                                    | Eduardo Berger                                                                 | Nominado     | [ 28 ] |
| San Diego Film Critics Society                              | 6 de enero de 2023      | Mejor guion adaptado                              | Edward Berger, Lesley Paterson e Ian Stokell                                   | Ganadores    | [ 28 ] |
| San Diego Film Critics Society                              | 6 de enero de 2023      | Mejor película internacional                      | All Quiet on the Western Front                                                 | Ganadora     | [ 28 ] |
| Premios Globo de Oro                                        | 10 de enero de 2023     | Mejor película en lengua no inglesa               | All Quiet on the Western Front                                                 | Nominada     | [ 29 ] |
| Premios de la Crítica Cinematográfica                       | 15 de enero de 2023     | Mejor película de habla no inglesa                | All Quiet on the Western Front                                                 | Nominada     | [ 30 ] |
| British Academy Film Awards                                 | 19 de febrero de 2023   |                                                   | All Quiet on the Western Front                                                 |              |        |
| British Academy Film Awards                                 | 19 de febrero de 2023   | Mejor película                                    | Malte Grunert                                                                  | Ganador      | [ 31 ] |
| British Academy Film Awards                                 | 19 de febrero de 2023   | Mejor director                                    | Edward Berger                                                                  | Ganador      | [ 31 ] |
| British Academy Film Awards                                 | 19 de febrero de 2023   | Mejor actor de reparto                            | Albrecht Schuch                                                                | Nominada     | [ 31 ] |
| British Academy Film Awards                                 | 19 de febrero de 2023   | Mejor guion adaptado                              | Edward Berger, Lesley Paterson, Ian Stokell                                    | Ganador      | [ 31 ] |
| British Academy Film Awards                                 | 19 de febrero de 2023   | Mejor película de habla no inglesa                | Edward Berger, Malte Grunert                                                   | Ganador      | [ 31 ] |
| British Academy Film Awards                                 | 19 de febrero de 2023   | Mejor reparto                                     | Simone Bär                                                                     | Nominada     | [ 31 ] |
| British Academy Film Awards                                 | 19 de febrero de 2023   | Mejor fotografía                                  | James Friend                                                                   | Ganador      | [ 31 ] |
| British Academy Film Awards                                 | 19 de febrero de 2023   | Mejor diseño de vestuario                         | Lisy Christl                                                                   | Nominada     | [ 31 ] |
| British Academy Film Awards                                 | 19 de febrero de 2023   | Mejor montaje                                     | Sven Budelmann                                                                 | Nominada     | [ 31 ] |
| British Academy Film Awards                                 | 19 de febrero de 2023   | Mejor maquillaje y peluquería                     | Heike Merker                                                                   | Nominada     | [ 31 ] |
| British Academy Film Awards                                 | 19 de febrero de 2023   | Mejor banda sonora original                       | Volker Bertelmann                                                              | Ganador      | [ 31 ] |
| British Academy Film Awards                                 | 19 de febrero de 2023   | Mejor diseño de producción                        | Christian M. Goldbreck, Ernestine Hipper                                       | Nominada     | [ 31 ] |
| British Academy Film Awards                                 | 19 de febrero de 2023   | Mejor sonido                                      | Lars Ginzsel, Frank Kruse, Viktor Prášil, Markus Stemler                       | Ganador      | [ 31 ] |
| British Academy Film Awards                                 | 19 de febrero de 2023   | Mejores efectos visuales                          | Markus Frank, Kamil Jafar, Viktor Müller, Frank Petzoid                        | Nominada     | [ 31 ] |
| Premios de la Asociación de Críticos de Hollywood           | 24 de febrero de 2023   | Mejor película internacional                      | All Quiet on the Western Front                                                 | Nominada     | [ 32 ] |
| Premios Óscar                                               | 12 de marzo de 2023     | Mejor película                                    | Malte Grunert (Productor)                                                      | Nominada     | [ 33 ] |
| Premios Óscar                                               | 12 de marzo de 2023     | Mejor fotografía                                  | James Friend                                                                   | Ganador      | [ 33 ] |
| Premios Óscar                                               | 12 de marzo de 2023     | Mejor película internacional                      | Edward Berger                                                                  | Ganador      | [ 33 ] |
| Premios Óscar                                               | 12 de marzo de 2023     | Mejor maquillaje y peluquería                     | Heike Merker y Linda Eisenhamerová                                             | Nominada     | [ 33 ] |
| Premios Óscar                                               | 12 de marzo de 2023     | Mejor banda sonora                                | Volker Bertelmann                                                              | Ganador      | [ 33 ] |
| Premios Óscar                                               | 12 de marzo de 2023     | Mejor diseño de producción                        | Christian M. Goldbeck (diseño de producción) y Ernestine Hipper (escenografía) | Ganador      | [ 33 ] |
| Premios Óscar                                               | 12 de marzo de 2023     | Mejor sonido                                      | Viktor Prášil, Frank Kruse, Markus Stemler, Lars Ginzel y Stefan Korte         | Nominada     | [ 33 ] |
| Premios Óscar                                               | 12 de marzo de 2023     | Mejores efectos visuales                          | Frank Petzold, Viktor Müller, Markus Frank y Kamil Jafar                       | Nominado     | [ 33 ] |
| Premios Óscar                                               | 12 de marzo de 2023     | Mejor guion adaptado                              | Edward Berger, Lesley Paterson y Ian Stokell                                   | Nominada     | [ 33 ] |